# 박세현 (배우)
박세현(1998년 9월 7일 ~ )은 대한민국의 배우이다.

## 학력
- 계원예술고등학교
- 성신여자대학교 미디어영상연기학과

## 드라마
- 2018년 OCN 수목드라마 《신의 퀴즈 : 리부트》 - 이지은 역[1]
- 2019년 KBS2 수목드라마 《닥터 프리즈너》 - 김혜진 역
- 2019년 웹드라마 《최고의 엔딩》 - 오지혜 역
- 2019년 SBS 단편드라마 《17세의 조건》 - 전유리 역
- 2019년 OCN 수목드라마 《달리는 조사관》 - 민정아 역
- 2020년 웹드라마 《언어의 온도 : 우리의 열아홉》 - 서은빈 역
- 2020년 tvN 월화드라마 《청춘기록》 - 최수빈 역
- 2021년 JTBC 드라마 페스타 《아이를 찾습니다》 - 성민의 전 여친 역
- 2021년 KBS2 월화드라마 《오월의 청춘》 - 이진아 역
- 2022년 MBC 금토드라마 《빅마우스》 - 장희주 역
- 2022년 tvN 월화드라마 《조선 정신과 의사 유세풍》- 월이 역
- 2023년 Disney+ 웹드라마 《레이스》 - 이해조 역
- 2024년 MBC 금토드라마 《밤에 피는 꽃》 - 연선 역
- 2024년 ENA 월화드라마 《유어 아너》 - 김은 역
- 2025년 MBC 금토드라마 《언더커버 하이스쿨》 - 안유정 역

## 영화
- 2019년 《유열의 음악앨범》 - 세미 역
- 2019년 《82년생 김지영》 - 김지영 역 (정유미 아역)
- 2019년 《우리를 갈라놓는 것들》 - 20대 정정화 역
- 2021년 《제8일의 밤》 - 피해 여학생 역
- 2021년 《비와 당신의 이야기》 - 여고생 1 역
- 2021년 《여고괴담 여섯번째 이야기 : 모교》 - 노은희 역 (김서형 아역)
- 2021년 《괴기맨숀》 - 김서현 역
- 2022년 《앵커》 - 윤미소 역
- 2022년 《리멤버》 - 옥선 역
- 2023년 《길복순》 - 어린 길복순 역 (전도연 아역)
- 2023년 《믿을 수 있는 사람》 - 리샤오 역

## 광고
- 2018년 카카오뱅크
- 2018년 팔도 왕뚜껑
- 2018년 동화약품 활명수